# Dan Beery
Pour les articles homonymes, voir Beery.
Dan Beery (né le 4 janvier 1975 à Vincennes (Indiana)) est un rameur d'aviron américain.

## Palmarès

### Jeux olympiques
- Athènes 2004
  -  Médaille d'or en huit.

### Championnats du monde
- Championnats du monde d'aviron 2002
- Championnats du monde d'aviron 2003
- Championnats du monde d'aviron 2005
- Championnats du monde d'aviron 2007
  - [1]